# 粘木科
粘木科共有5属21种，分布在全球热带地区，中国有2种，分布在云南、广西、广东和福建。
本科植物为乔木或灌木；单叶互生，托叶缺或细小；花小，两性，花瓣5，宿存，常变硬；果实为蒴果，种子有肉质胚乳。

## 属
- Allantospermum
- Cyrillopsis
- Ixonanthes
- Ochthocosmus
- Phyllocosmus

1981年的克朗奎斯特分类法将其列在亚麻目，1998年根据基因亲缘关系分类的APG 分类法认为应该放到金虎尾目之下， 2003年经过修订的APG II 分类法维持原分类。